# Bill Lignante
Bill Lignante (Brooklyn, 20 marzo 1925 – 27 febbraio 2018) è stato un fumettista statunitense, noto per essere stato il terzo disegnatore ad occuparsi dell'Uomo mascherato.

## Carriera
Dopo tre anni nella Marina degli Stati Uniti, si laurea al Pratt Institute e inizia la carriera di fumettista disegnando Ozark Ike e Let's Explore Your Mind.
Nell'agosto 1961 approda alle tavole domenicali dell'Uomo mascherato, chiamato a completare una storia interrotta dalla morte del suo predecessore Wilson McCoy. Mantiene l'incarico fino a maggio 1962, quando viene ingaggiato per disegnare le storie dell'Uomo Mascherato concesse in licenza dal King Features Syndicate alle case editrici Gold Key, King Comics e Charlton Comics. Tra il 1962 e il 1969 disegna oltre 40 storie, diventando l'artista principale (oltre che sceneggiatore sporadico) delle storie di Phantom in formato comic book.
Oltre alla carriera fumettistica, lavora per 16 anni presso lo studio di animazione Hanna-Barbera e 26 anni per la ABC News come artista di tribunale illustrando 55 processi, tra cui quelli di Charles Manson, Sirhan Sirhan e Patty Hearst.
Dal 1968 vive a Carlsbad, in California, con la moglie Alma.